# PalaDamonte
Il PalaDamonte è il palazzetto dello sport di Cogoleto.

## Eventi
La struttura è polivalente ed ospita abitualmente le partite della CFFS Cogoleto Volley attualmente con la prima squadra in Serie C femminile, CFFS Cogoleto Basket e altre discipline minori.
Durante la stagione 2009/2010, conclusa con la promozione diretta in Serie A2, ha ospitato le partite casalinghe del campionato nazionale di pallavolo maschile di Serie B1 dell'Igo Carige Genova.